# Rejencja uściańska

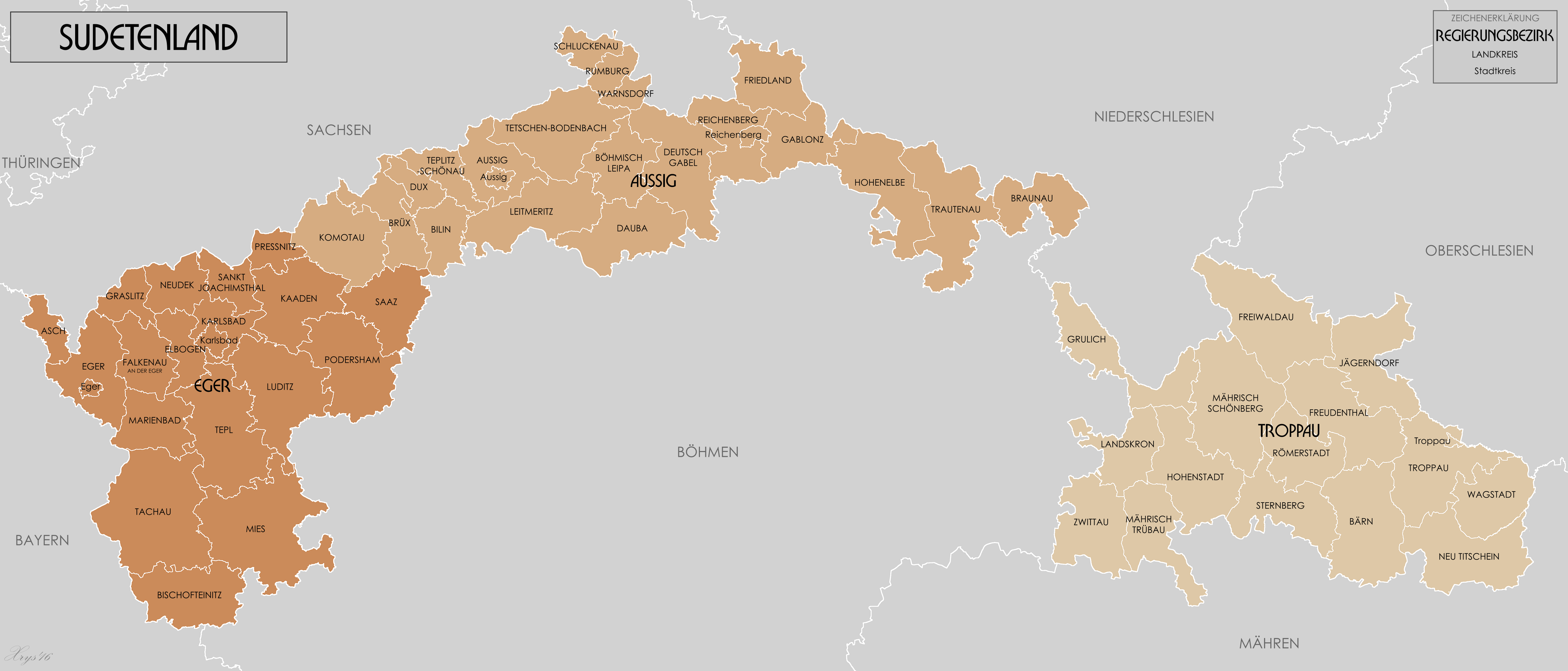
Podział administracyjny Okręgu Sudeckiego

Rejencja uściańska (niem. Regierungsbezirk Aussig, cz. Vládní okres Ústí nad Labem; wraz z rejencją chebską zwana też Westsudetenland, pol. Zachodni Kraj Sudetów) – niemiecka jednostka administracyjna Okręgu Rzeszy Kraj Sudetów funkcjonująca w latach 1938–1945 na terenie części Czech ze stolicą w Uściu nad Łabą.
- Powiaty miejskie (Stadtkreise)
  - Aussig
  - Reichenberg

- Powiaty ziemskie (Landkreise)
  - Aussig
  - Bilin
  - Böhmisch Leipa
  - Braunau
  - Brüx
  - Dauba
  - Deutsch Gabel
  - Dux
  - Friedland (Isergebirge)
  - Gablonz an der Neiße
  - Hohenelbe
  - Komotau
  - Leitmeritz
  - Reichenberg
  - Rumburg
  - Schluckenau
  - Teplitz-Schönau
  - Tetschen-Bodenbach
  - Trautenau
  - Warnsdorf